# Cantonul Aumont-Aubrac
Cantonul Aumont-Aubrac este un canton din arondismentul Mende, departamentul Lozère, regiunea Languedoc-Roussillon, Franța.

## Comune
- Aumont-Aubrac (reședință)
- La Chaze-de-Peyre
- Fau-de-Peyre
- Javols
- Sainte-Colombe-de-Peyre
- Saint-Sauveur-de-Peyre